# L.A. Confidential (novela)
L.A. Confidential (título original en inglés: L.A. Confidential) es una novela policíaca publicada en 1990 por James Ellroy al estilo de las "novelas policíacas duras" de Raymond Chandler y Dashiell Hammett. La novela es el tercer volumen del Cuarteto de Los Ángeles, en el que Ellroy combina casos criminales ficticios y reales de Los Ángeles con una descripción del desarrollo social de los Estados Unidos después de la Segunda Guerra Mundial. 

## Contenido
La acción se desarrolla en Los Ángeles entre 1950 y 1958 y está dividido en cinco partes y el prólogo. Los acontecimientos se presentan repetidamente a través de artículos de revistas y periódicos.

### Primera parte: Navidad sangrienta (1951-1953)
Durante la fiesta de Navidad en el Departamento de Policía de Los Ángeles, un grupo de policías borrachos irrumpen en el pabellón de celdas y golpean a los reclusos mexicanos responsables de un ataque a dos policías del departamento. El público, especialmente la revista de chismes Hush-Hush, exige una investigación rápida, mientras que la dirección del LAPD quiere intentar barrer el asunto que se llama “Navidad Sangrienta” bajo la alfombra. Edmund Exley, que esa noche tenía la responsabilidad y había intentado en vano detener a sus colegas, hace un trato con el fiscal y el investigador superior: testifica ante el tribunal contra algunos de los policías involucrados para sacrificarlos y para proteger así al resto del LAPD. Estos son el alborotador de esa noche Richard "Dick" Stensland, su socio y matón Wendell "Bud" White y algunos colegas con pensión asegurada. A cambio recibe un ascenso a teniente. Jack Vincennes, que estuvo involucrado en la pelea, también testificó ante el tribunal. Lo transfieren de la brigada antidrogas a antivicio. Otros agentes de la policía, incluido el propio White, se niegan a cooperar e incriminar a sus colegas. Stensland dimite del servicio de policía y es condenado. Bud White evita la condena porque ninguno de los reclusos quiere testificar contra él. Es trasladado al departamento del teniente Dudley Smith. Tanto White como Stensland ven a Exley como a un traidor.

### Segunda parte: La masacre del Nite Owl (1953-1957)
En la cafetería “Nite Owl” tres empleados y tres invitados son robados y asesinados a tiros. Tres negros se convierten rápidamente en sospechosos. No confiesan, pero claramente pueden ser procesados por el secuestro y violación de una mujer mexicana. Se encuentran las armas y el vehículo de fuga. Antes de que los sospechosos puedan ser obligados a confesar, escapan y Ed Exley los localiza y les dispara sin concesiones. Este parece ser el final del caso, pero no todos los investigadores creen que los tres hombres negros sean culpables en el caso Nite Owl. Exley es muy elogiado por su trabajo y ascendido nuevamente.
Jack Vincennes está trabajando en un caso relacionado con la producción y distribución de pornografía de alta calidad en antivicio. Investiga por su cuenta y sin el conocimiento de sus superiores y encuentra a Pierce Patchett y sus prostitutas vestidas como estrellas de cine.
Dudley Smith utiliza a Bud White principalmente para intimidar a los delincuentes. Tiene la tarea de controlar a los invitados que han recibido disparos. Las víctimas son un expolicía, un delincuente de poca monta y una mujer joven. Descubre que el delincuente planeaba distribuir pornografía y, a través de su prostituta, se encuentra con Pierce Patchett y Lynn Bracken, la copia de Veronica Lake, con quienes empieza una relación.
Sid Hudgens de la revista Hush Hush chantajea a Vincennes con su pasado para que deje en paz a Patchett. Poco tiempo después Hudgens es asesinado. Jack Vincennes busca pruebas en su contra que están en posesión de Hudgens. Pero estos ya los tiene Pierce Patchett. Jack acuerda con Lynn Bracken, que actúa como representante de Patchett, de callar mutuamente respecto a sus respectivos casos.
Después de cumplir su condena en prisión, Richard Dick Stensland se vuelve cada vez más adicto al alcohol y a los delincuentes. Después de matar a dos hombres durante un robo, es arrestado y condenado a muerte. White y Exley asisten a su ejecución.

### Tercera parte: Asuntos internos (1957-1958)
Ed Exley se convierte en capitán y se hace cargo de Asuntos Internos. Accidentalmente encuentra inconsistencias en los informes de trabajo de Jack Vincennes durante el tiempo en que investigaba la correspondiente pornografía. Jack le dice que se suponía que debía seguir a Bud White para Dudley Smith. Así es como Exley se entera de Lynn Bracken y de la investigación de White sobre el caso Nite Owl.
Bud White es ascendido a sargento debido a una mayor formación profesional y un mejor comportamiento. Investiga de forma independiente una serie de asesinatos de prostitutas a nivel nacional que encontró a través de su investigación del Nite Owl.

### Cuarta parte – última parada en la morgue (1958)
El caso Nite Owl se reabre debido a la presión mediática. Para mantenerlo fuera, Dudley Smith queda a cargo de la investigación en lugar de Exley. Smith inmediatamente comienza a buscar personas de color. Ed insiste en su propia investigación y trae a Vincennes y White al equipo. Exley se entera a través de Jack que Patchett estaba traficando con pornografía. También quiere toda la información de White, pero él mantiene un perfil bajo y espera su oportunidad de venganza.
Exley investiga el círculo de Patchett y se entera acerca de la prostitución, el chantaje a los clientes con fotografías tomadas por Sid Hudgens y el tráfico de heroína. Patchett es asesinado antes de que puedan interrogarlo.
Bud White continúa investigando los asesinatos de prostitutas. La distribución en todo el país coincide con el calendario de giras de un grupo musical. Descubre quién es el responsable de los asesinatos e intenta averiguar su paradero a través de sus informantes. Por la conversación, sospecha que sus informantes estuvieron involucrados en el caso Nite Owl junto con el asesino, asumiendo que no hubieses disparado. Una vez que están solos, los informantes intentan contactar con Dudley Smith.
White trabaja ahora con Exley y Vincennes. Juntos llegan a la conclusión de que Smith quería hacerse cargo del negocio del jefe criminal Mickey Cohen después de su encarcelamiento. Intimidó o asesinó a competidores, intentó matar a Mickey Cohen y también se enteró del negocio de pornografía que tenía el delincuente de poca monta del Nite Owl. Lo eliminó espectacularmente, pretendiendo también a que sea una advertencia para Pierce Patchett. La serie de asesinatos de las prostitutas no tiene relación con esto, sino que es el acto de un individuo.
En varios tiroteos, todos los tiradores del Nite Owl, así como Jack Vincennes, mueren y Bud White resulta gravemente herido. Los archivos confidenciales de Sid Hudgens, que están en posesión de Pierce Patchett, no proporcionan ninguna prueba contra Dudley Smith. Los asesinatos de Nite Owl se resuelven, pero Smith no puede ser procesado.

### Quinta parte - Después de la despedida (1958)
Ed Exley es nombrado subdirector. Decide actuar contra Smith. Bud White sobrevivió y se muda a Arizona con Lynn. Él y Exley se separan como amigos.

## Protagonistas
Edmund “Ed” J. Exley tiene 29 años al comienzo de la novela. Está influenciado por su padre, que es un exitoso policía y hombre de negocios y que siempre dio preferencia al hermano de Ed, Thomas. Ed quiere demostrar a su padre que puede llegar más lejos que su hermano muerto. Durante la guerra ya había envuelto a japoneses muertos de tal manera que pareciera que los había matado a todos. Fue condecorado por esto. Está obsesionado con la ambición y la idea de una carrera brillante. Es extremadamente inteligente y está convencido de que con esto puede llegar así más lejos que Bud White con la fuerza bruta. A medida que avanza la historia, también aprende a apreciar los métodos de Bud y viceversa. Su padre lo crio para proteger y representar la justicia, pero descubre que esto no siempre encaja con su carrera. Es demasiado cobarde para elegir entre su deseo de impresionar a su padre y su deseo de hacer justicia. Su propia doble moral le duele. Está celoso de Bud White, que es un matón pero que nunca oculta cómo y por qué lucha. Hacia el final de la historia, Exley elige su conciencia, incluso a riesgo de perder su carrera y a su héroe, su padre.
Wendell “Bud” White tiene 33 años y también es policía. A la edad de 16 años, su padre alcohólico lo encadenó a un radiador y tuvo que presenciar así cómo mataba a golpes a su madre. Desde entonces, ha desarrollado odio hacia los hombres que golpean a sus esposas y utiliza su posición como patrullero para perseguirlos. Es extremadamente leal, directo y no teme usar la violencia. Le molesta Edmund Exley por haber delatado a Stensland y lo culpa por su caída y, en última instancia, su muerte. Su odio hacia Edmund Exley y el hecho de que está cansado de ser el matón subestimado lo llevan a continuar con su formación continua para poder usar la estrategia y la astucia en vez de violencia para dañar a su oponente y tal vez incluso resolver el caso antes que él.
Jack “Trashcan” Vincennes es un miembro del LAPD desde hace mucho tiempo. En 1947, disparó contra dos personas inocentes bajo los efectos del alcohol y otras drogas, lo que fue encubierto por sus superiores. Desde entonces ha tratado de mantenerse limpio y se ha dedicado a la investigación de drogas. Al igual que la inspiración del personaje, el oficial condecorado de LAPD Marty Wynn, Jack trabaja como consultor para una serie de crímenes llamada Badge of Honor, que recrea casos de la vida real. Esto le gana cierto respeto por parte de sus colegas y contactos en la industria cinematográfica. Al mismo tiempo, trabaja con Sid Hudgens, el editor de Hush-Hush, para exponer la mala conducta de las celebridades en los medios. Definitivamente tiene conciencia, pero siempre muestra falta de escrúpulos cuando le beneficia. Le gusta que lo celebren como un héroe y se esfuerza por mantener esa imagen de sí mismo.
Dudley L. Smith aparece en las novelas anteriores del Quarteto de Los Ángeles. Allí ya es introducido como un policía anticomunista y racista. Intenta enganchar White y volverlo aún más contra Exley.

## Estilo y lenguaje
La historia la cuenta un narrador omnisciente.
Staccato: eso describe mejor su estilo. Ellroy es ahorrativo, no desperdicia palabras innecesarias y describe las escenas con un realismo sin concesiones. El estilo de Ellroy estuvo fuertemente influenciado por Raymond Chandler y Dashiell Hammett.

## Premios
- Ellroy recibió el Premio Alemán contra el Crimen en 1992 por el libro.

## Edición
- James Ellroy: Stadt der Teufel. Ullstein, Berlín 2002, ISBN 3-548-24414-9.

## Adaptaciones
El libro sirvió de base para la película L.A. Confidential (1997) de Curtis Hanson, protagonizada por Russell Crowe, Kevin Spacey y Danny DeVito. Kim Basinger recibió por su participación en ella un Óscar a la Mejor Actriz de Reparto. También tuvo otro Óscar por mejor guion adaptado y siete nominaciones a ese premio. La película se centra en una de las historias de la novela.
Se quiso hacer una serie de 13 episodios e incluso se hizo el episodio piloto al respecto, que fue estrenado en 2003, pero al final no se hizo. También se planeó otra serie en 2019 y se hizo también el correspondiente episodio piloto, pero esa serie tampoco se materializó.